# Baiba Skride

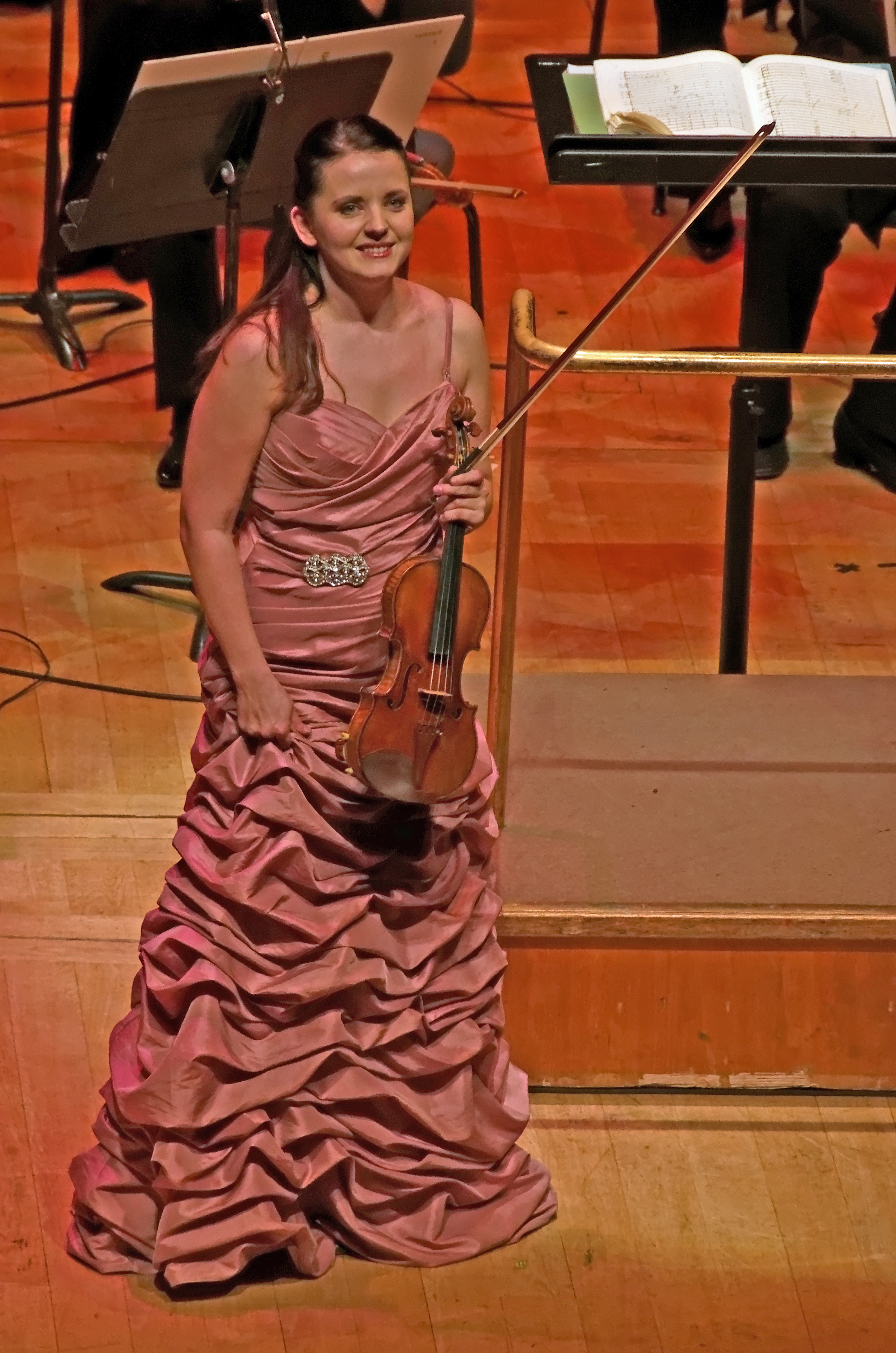
Baiba Skride

Baiba Skride (Riga, 17 febbraio 1981) è una violinista lettone.

## Biografia
Baiba Skride è una violinista lettone nata il 17 febbraio 1981. Proviene da una famiglia musicale. A tre anni comincia a frequentare una scuola di musica e l’anno successivo inizia a suonare il violino. Più tardi frequenta una scuola speciale per talenti musicali a Riga. Dal 1995 studia al Conservatorio di Musica e Teatro di Rostock con Petru Munteanu. Per molto tempo ha fatto la pendolare tra Riga e Rostock. Successivamente segue corsi e masterclass di Ruggiero Ricci e Lewis Kaplan.
Nel 1998 vince il secondo premio al Concorso internazionale di violino Premio Paganini di Genova, nel 2001 il primo premio al Concorso internazionale di violino Regina Elisabetta di Bruxelles e il premio Luitpold al Kissinger Sommer Festival nel 2003. 
Baiba Skride ha iniziato la carriera suonando lo Stradivari "Wilhelmj" (1725) fornito dalla Nippon Music Foundation, e dal 2010 lo Stradivari "Ex Barone Feilitzsch" (1734) prestatogli da Gidon Kremer. Attualmente suona lo Stradivari “Yfrah Neaman” prestatogli dalla famiglia Neaman attraverso la Beares International Violin Society. 
Fino al 2008 Baiba Skride aveva un contratto esclusivo con Sony. Da allora collabora con l'etichetta musicale Orfeo. Dal 2010 vive ad Amburgo con suo marito e i loro due figli. Le sue due sorelle sono anche musiciste: Lauma Skride è pianista e Linda Skride è violista.